# Calodia deergha
Calodia deergha  (лат.) — вид прыгающих насекомых рода Calodia из семейства цикадок (Cicadellidae). Ориентальная область: Индия. Общая окраска рыжевато-бурая. Глаза коричневые, оцеллии чёрные; пронотум и мезонотум чёрные; передние крылья рыжеватые; грудные стерниты и плейриты рыжевато-чёрные. Длина самцов 6,5 мм; ширина головы через глаза 1,9 мм.Скутеллюм крупный, его длина равна или больше длины пронотума. Голова субконическая, отчётливо уже пронотума; лоб узкий. Глаза относительно крупные, полушаровидные. Клипеус длинный, узкий. Сходны по габитусу с Calodia ostenta, отличаясь деталями строения гениталий. Вид был описан в 2019 году энтомологами C. A. Viraktamath и Naresh M. Meshram (Индия).